# Ramiro Fermin
Ramiro Fermin (ur. 20 marca 1940 na Curaçao) – sztangista z Antyli Holenderskich, olimpijczyk.
Uczestnik Letnich Igrzysk Olimpijskich 1960, podczas których wystąpił w wadze do 90 kg. Wyciskanie zakończył na 12. miejscu (125 kg), rwanie na 7. pozycji (125 kg), a podrzut na 16. lokacie (145 kg). Łącznie dało to Ferminowi 13. miejsce (395 kg). 